# Ketonsko telo
Ketonska tela su naziv za tri jedinjenja rastvorna u vodi koja nastaju kao nusprodukti korištenja masnih kiselina za proizvodnju energije u jetri i bubregu. Ketonska tela se koriste kao izvor energije u srcu i mozgu, i vitalni su izvor energije za mozak tokom gladovanja. Ketonska tela su aceton, acetosirćetna kiselina, i beta-hidroksibuterna kiselina.
Ketonska tela se prenose iz jetre do ostalih tkiva gde se acetoacetat i hidroksibutirat rekonvertiraju u acetil- (acetil-koenzim A), koji zatim ulazi u Krebsov ciklus. Srce koristi malu količinu ketonskih tela za energiju, a najviše se koriste masne kiseline za dobijanje energije. Mozak koristi ketonska tela za dobijanje energije kada nema dovoljno glukoze na raspolaganju (npr. tokom gladovanja), jer ne može da koristi masne kiseline koje prenosi krv.
Ketonska tela nastaju iz acetil-, procesom koji se naziva ketogeneza, a odvija se u mitohodrijskom matriksu hepatocita kada su nivoi ugljenih hidrata niski, pa se energija dobija iz masnih kiselina. Aceton nastaje spontanom dekarboksilacijom iz acetoacetata. On se može rekovertirati u acetil-CoA, te se izlučuje iz tela urinom i izdisanjem.
Stanje povišene vrednosti ketonskih tela u krvi naziva se ketoza, a povišena vrednost ketonskih tela u urinu naziva se ketonurija. Acetoacetat i beta-hidroksibutirat su kisele materije te utiču na sniženje pH krvi. Povišenje njihove koncentracije u krvi može uzrokovati ketoacidozu.

## Literatura
- Mary K. Campbell, Shawn O. Farrell (2006). Biochemistry (5th изд.). Cengage Learning. стр. 579. ISBN 978-0-534-40521-2.

## Spoljašnje veze
- Formiranje ketonskih tela
- Ketone+Bodies на 